# Пабло Еспиноса
Пабло Еспиноса (шп. Pablo Espinosa; Виљахојоса, 3. октобар 1992), шпански је глумац, певач и музичар. Најпознатији је по улози Томаса Хередије у првој латиноамеричкој Дизни теленовели, Виолета, са којом 2012. осваја награду за омиљеног глумца на "Kids Choice Awards-у" у Аргентини, а 2013. на истој манифестацији у Мексику бива номинован за исту награду.

## Филмографија
| Улоге Пабла Еспиносе |                     |               |                |                            |
| Година               | Српски назив        | Изворни назив | Улога          | Напомена                   |
| 2012.                | Виолета (ТВ серија) | Violetta      | Томас Хередија | главни само у првој сезони |